# Roman grafic

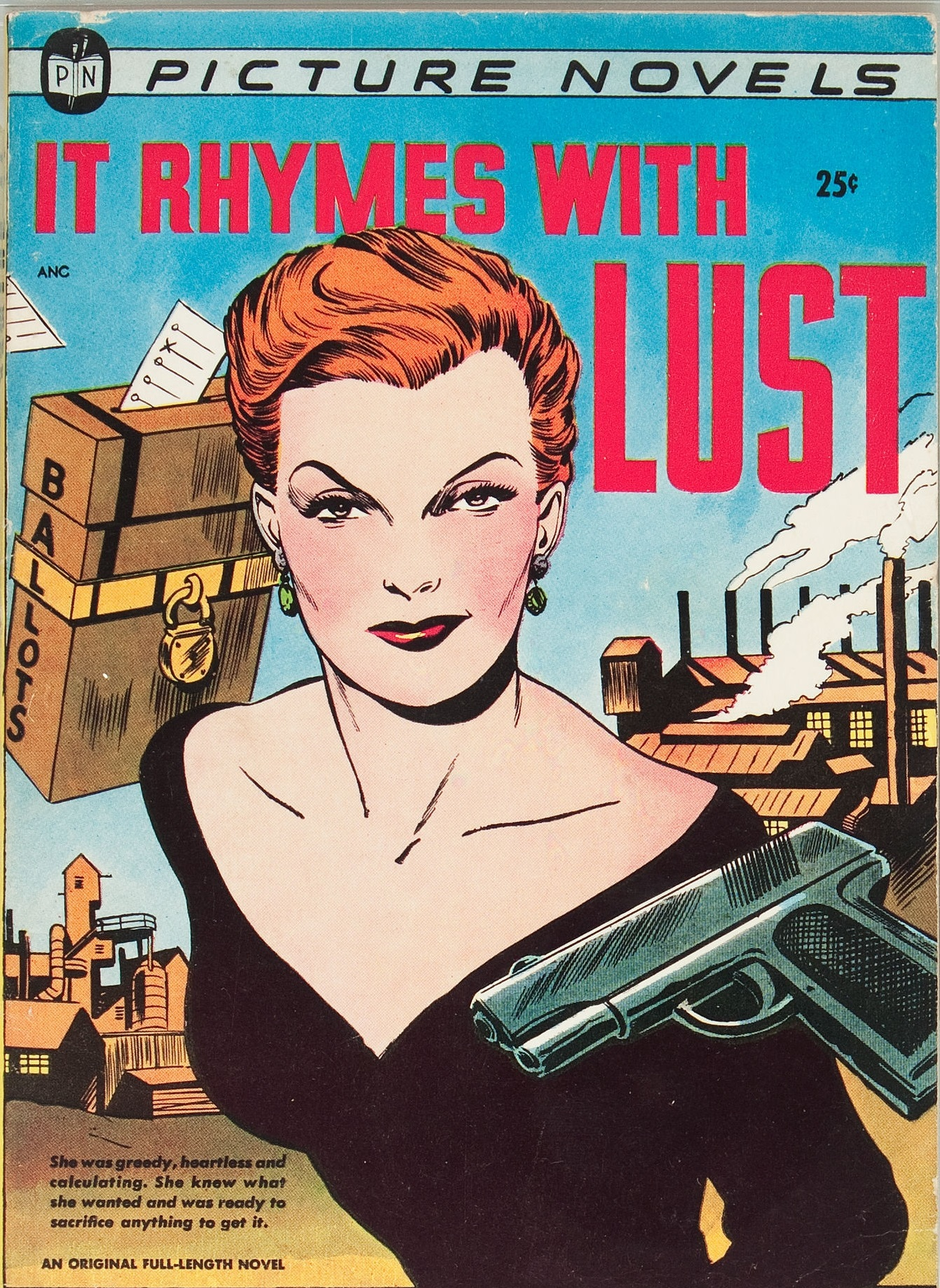
It Rhymes with Lust (1950), exemplu de lucrare precursoare a romanului grafic.

Un roman grafic este o carte de benzi desenate. Deși, termenul  „roman” se referă de regulă la lucrări de ficțiune (povestiri), lungi, termenul „roman grafic” este aplicat în sens mai larg și include ficțiune, non-ficțiune și lucrări antologice. Se diferențiază de termenul „benzi desenate” care se referă la benzi desenate publicate în episoade.  
Termenul „roman grafic”, utilizat pentru prima dată în 1964, a fost popularizat în comunitatea fanilor de benzi desenate după publicarea cărții lui Will Eisner, A Contract with God (1978) și a devenit familiar publicului larg la sfârșitul anilor '80 odată cu succesul commercial al primului volum din seria Maus, de Art Spiegelman. La începutul secolului al XXI-lea, „romanul grafic” a fost adăugat în librării ca nouă categorie, la inițiativa asociației Book Industry Study Group.

## Definiție
Conform dicționarului Merriam-Webster, termenul „roman grafic” este definit ca „o lucrare de ficțiune în format de bandă desenată și prezentată sub forma unei cărți”. Această definiție este extinsă însă include și alte tipuri de lucrări. Colecțiile de benzi desenate care nu formează o poveste continuă, antologiile tematice, și chiar lucrări de non-ficțiune sunt catalogate în biblioteci și librării în categoria „roman grafic”. Uneori termenul este folosit pentru a face distincție între povești de sine stătătoare și colecțiile sau compilațiile de povești „cu arc” dintr-o serie de benzi desenate publicate în format de carte. Includerea genului „manga” în categoria „roman grafic” este un subiect care atrage opinii contrare. De asemenea, în Europa continentală, cărțile bazate pe o singură poveste, precum La rivolta dei racchi (1967) de Guido Buzzelli, deopotrivă cu colecțiile de benzi desenate sunt publicate în format de carte cu coperți tari, denumite „albume”. 

## Istorie
Nu doar definiția termenului de „roman grafic” este încă subiect de dezbatere, ci și originea acestei forme de artă este încă deschisă mai multor interpretări. Picturile rupestre ar fi putut spune povești; începând din Evul Mediu, artiștii și artizanii au produs tapiserii și manuscrise care au creat întregi narațiuni. The Adventures of Obadiah Old buck este considerată cea mai veche bandă desenată din America. A fost publicată în 1828 sub numele Histoire de M. Vieux Bois de către caricaturistul elvețian Rodolphe Töpffer și a fost tradusă în engleză în 1841 de publicația londoneză Tilt&Bogue care a folosit o copie franceză piratată din 1833. Un alt vechi predecesor este Journey to the Gold Diggins by Jeremiah Saddlebags create de frații J.A.D și D.F. Read, inspirată de The Adventures of Obadiah Oldbuck. În Statele Unite există o lungă tradiție a colecțiilor de benzi desenate publicate în format de carte. 